# Jordan Gavaris
Jordan James Gavaris (né le 25 septembre 1989 à Brampton, Ontario au Canada) est un acteur canadien connu pour avoir joué le rôle de Jasper Bartlett dans la série télévisée Les Aventuriers de Smithson High diffusée sur Cartoon Network, et pour incarner Felix dans Orphan Black, série télévisée diffusée sur BBC America.

## Biographie

### Carrière
En 2008, Jordan Gavaris fait ses débuts dans le cinéma, dans le film canadien indépendant 45 R.P.M. donnant la réplique à Michael Madsen, Kim Coates et Amanda Plummer.
En 2009 il est guest star dans la série Degrassi : La Nouvelle Génération.
En 2010 il joue dans la série de la chaîne Cartoon Network, Les Aventuriers de Smithson High créée par Mike Werb.
Depuis 2013, il incarne Felix, frère adoptif de Sarah (Tatiana Maslany) dans la série Orphan Black, diffusée sur BBC America. Pour ce rôle, il doit subir une transformation physique et adopter un accent anglais. La seconde saison s'intéresse plus à son personnage. Pour cette même saison, il doit tourner dans plusieurs scènes de nu,.

### Vie privée
Gavaris est le fils d'un Grec et d'une Canadienne d'origine norvégienne. Il est ouvertement gay et est en couple avec l'acteur Devon Graye depuis septembre 2012.

## Filmographie

### Cinéma
- 2008 : 45 R.P.M. : Parry Tender
- 2013 : La Malédiction de Chucky
- 2016 : Nos souvenirs

### Télévision
- 2008 : G2G : Barry (voix)
- 2009 : Degrassi : La Nouvelle Génération : Nathan
- 2010 : Les Aventuriers de Smithson High : Jasper Bartlett
- 2013 : Cracked : Grant Mackenzie
- 2013-2017 : Orphan Black : Felix (50 épisodes)
- 2018 : Take Two : Mick English "M.E" Le medecin légiste
- 2022 : The Lake : Justin .

### Source
- (en) Cet article est partiellement ou en totalité issu de l’article de Wikipédia en anglais intitulé « Jordan Gavaris » (voir la liste des auteurs).